# روجر أليرز
روجر أليرز هو مخرج أمريكي ولد في 29 يونيو 1949.

## روابط خارجية
- روجر أليرز على موقع IMDb (الإنجليزية)
- روجر أليرز على موقع ألو سيني (الفرنسية)
- روجر أليرز على موقع ميوزك برينز (الإنجليزية)
- روجر أليرز على موقع أول موفي (الإنجليزية)
- روجر أليرز على موقع قاعدة بيانات برودواي على الإنترنت (الإنجليزية)
- روجر أليرز على موقع قاعدة بيانات الأفلام السويدية (السويدية)
- روجر أليرز على موقع قاعدة بيانات الفيلم (الإنجليزية)
- روجر أليرز على موقع كينوبويسك (الروسية)